# Cambarus crinipes
Cambarus crinipes är en kräftdjursart som beskrevs av R. W. Bouchard 1973. Cambarus crinipes ingår i släktet Cambarus och familjen Cambaridae. IUCN kategoriserar arten globalt som livskraftig. Inga underarter finns listade i Catalogue of Life.